# Маякське
Мая́кське (рос. Маякское) — село у складі Соль-Ілецького міського округу Оренбурзької області, Росія.
Стара назва — Маякський.

## Населення
Населення — 1032 особи (2010; 957 у 2002).
Національний склад (станом на 2002 рік):
- росіяни — 62 %